# لمب ۱۶۰۸۹
سیارک ۱۶۰۸۹ (به انگلیسی: 16089 Lamb، نامگذاری:1999TG147) شانزده هزار و هشتاد و نهمین سیارک کشف شده‌است که در ۷ اکتبر ۱۹۹۹ کشف شد.
قدر مطلق سیارک برابر ۲۰.۴ است.